# Béla Csécsei
Dans le nom hongrois Csécsei Béla, le nom de famille précède le prénom, mais cet article utilise l’ordre habituel en français Béla Csécsei, où le prénom précède le nom.
Béla Csécsei, né le 12 octobre 1952 et mort le 31 décembre 2012, est un homme politique hongrois, bourgmestre du 8e arrondissement de Budapest entre 1993 et 2009, membre du SzDSz.